# L'Écume des jours
Pour les articles homonymes, voir L'Écume des jours (homonymie).
L'Écume des jours est un roman de Boris Vian, considéré aussi comme un conte. Publié le 20 mars 1947, il a été rédigé entre mars et mai 1946  au dos d’imprimés de l’Association française de normalisation (AFNOR) et dédié à sa première épouse Michelle. Écrit en grand secret par l'auteur pour être présenté en juin 1946 au prix de la Pléiade, qu'il n'obtiendra pas, c'est « sans doute la création romanesque la plus rapide de l'après-guerre ».
Mais c'est aussi une très grande déception pour l'auteur. Le roman n'aura aucun succès de son vivant, malgré le soutien actif de Raymond Queneau et de Jean-Paul Sartre, qui publie des extraits du texte dans le no 13 d’octobre 1946 des Temps modernes.
L'Écume des jours ne sera reconnu par son public qu'à la fin des années 1960 (réédition dans la collection 10/18) avant de devenir un classique reconnu dans les décennies suivantes. Après la publication des œuvres complètes de l'auteur à partir de 1999 aux éditions Fayard en 15 tomes réunies par Marc Lapprand et Gilbert Pestureau, le roman est entré dans la Pléiade en 2010.
Boris Vian cite dans l'avant-propos du roman le lieu où il est censé avoir écrit cet ouvrage (La Nouvelle-Orléans), et d'autres où il n'a jamais mis les pieds, notamment Memphis et Davenport.
Les personnages évoluent dans un univers poétique et déroutant, avec pour thèmes centraux l’amour, la maladie, le travail, la mort, dans une atmosphère de musique de jazz, de climat humide et marécageux, qui rappellent les bayous de Louisiane.

## Contexte
Le prix de la Pléiade se décernait sur manuscrit. Il est refusé en juin 1946 à  Boris Vian qui « accepte mal qu'on osât préférer à L'Écume des jours l'œuvre d'un curé. » Sa déception s'exprime dans un de ces bouts rimés comme il les pratiquait en famille à Villedavret [sic], intitulé  Je n'ai pas gagné le prix de la Pléiade comprenant un grand nombre de mots inventés et de jeux de mots :

« Nous étions partis presque-z-équipollents / Hélas ! Tu m'as pourfendu et cuit, Paulhan / Victime des pets d'un Marcel à relents / J'ai-z-été battu par l'abbé Grosjean »

Le prix de la Pléiade a été créé en 1943, destiné à mettre en vedette un jeune écrivain à une époque où les lauriers littéraires échappaient à la NRF. Il  garantissait au lauréat la publication de son texte et lui allouait une somme d'argent. Il a déjà révélé Mouloudji en 1944 puis Jean Genet en 1947 pour Les Bonnes.
L'écriture de ce roman, bien que très rapide, a été très soignée. Boris Vian avait l'intention de « décrocher la lune » littéraire, alors qu'il vivait en même temps une intense période de jazz qui se poursuivra toute sa vie, même lorsqu'il dut cesser de jouer de la trompette pour raisons de santé.
N'ayant pas reçu le prix, l'ouvrage n'aurait pas dû être édité. Mais sous la pression de Raymond Queneau, Jean-Paul Sartre, qui en publie des extraits dans Les Temps Modernes, mais aussi de Gaston Gallimard, et finalement comme Paulhan ne s'y oppose plus, l'ouvrage paraît dans la collection NRF.
Toutefois, Boris Vian garde longtemps une dent contre le refus de ce prix, rancune qu'il exprime avec humour.

## Présentations par l'auteur
L'avant-propos de l'auteur donne le ton et rappelle les Chroniques du menteur en cela qu'il parle de tout autre chose que du contenu du roman. Son goût pour le canular apparaît dès la première phrase : « L'essentiel est de porter sur tout des jugements a priori », et dans les suivantes qui dévient de l'amour du jazz pour aboutir à « ... l'histoire est entièrement vraie puisque je l'ai imaginée d'un bout à l'autre. Sa réalisation matérielle proprement dite consiste essentiellement en une projection de la réalité, en atmosphère biaisée et chauffée sur un plan de référence irrégulièrement ondulé et présentant de la distorsion (...) », qui se termine par (écrit à) « La Nouvelle-Orléans.10 mars 1946. »
Cet avant-propos est encore très policé si on le compare à la présentation du roman que Boris avait remise en juin 1946 à Louis-Daniel Hirsch chez Gallimard « Il s'agit, bien entendu, des jours obliques, les seuls présentant un intérêt du point de vue morphologique (...) C'est  un des rares ouvrages qui, pour suivre la voie brillamment tracée par Bossuet et ses prosélytes ne se lisent pas moins avec un minimum de dégâts. Les personnages sont peints avec un sens très vif de la couleur, ce qui s'explique parce que l'auteur est un musicien, bien connu des milieux spécialisés. » ; présentation jugée impubliable par Hirsch, qui continua cependant à demander à l'auteur des notices ou des prières d'insérer, et qui n'en reçut que de tout aussi fantaisistes.

## L'Écume des jours
« L'Écume des jours est un conte, d'abord enchanteur, où les êtres, les souris, les objets, sont animés des meilleures intentions. », mais aussi, selon Raymond Queneau, « le plus poignant des romans d'amour contemporains ». Cette œuvre poignante, lourde de sens, est tout à fait hors-série. Elle plonge le lecteur dans un univers dont les lois sont absurdes et impitoyables, où la mort s'abat sans crier gare.

### Résumé
Le roman commence par la présentation de Colin dans sa toilette matinale: « Colin terminait sa toilette [...] Son peigne d’ambre divisa la masse soyeuse en longs filets orange pareils aux sillons que le gai laboureur trace à l’aide d’une fourchette dans de la confiture d’abricots. »
Le livre ne dispense que très peu d'indications physiques sur Colin. Le personnage évolue dans un monde fictif basé sur des lois qui lui sont propres, où il peut « se tailler les paupières en biseaux » ou « percer un trou au fond de sa baignoire » sans que cela ne semble fantastique, irréaliste, une fois intégré au monde de l’Écume des jours. 
Colin « possède une fortune suffisante pour vivre convenablement sans travailler pour les autres », « car son coffre-fort est rempli de cent mille doublezons ». Il a un ami nommé Chick, qui ne dispose pas de cette chance, puisque, étant ingénieur, il est très pauvre (contrairement aux ouvriers). Le troisième personnage masculin est le cuisinier de Colin, Nicolas qui collectionne les aventures tout en restant aveugle face à l'amour d'Isis, une amie d'Alise et Chloé.
Un jour, Chick fait la connaissance d'une fille, Alise, une parente de Nicolas. Colin, jaloux, désire lui aussi connaître une fille, et tombe amoureux de Chloé lors d'une fête pour l'anniversaire du caniche Dupont. Il se marie avec elle et donne le quart de sa fortune à Chick pour qu'il puisse épouser Alise. Chloé tombe malade : un nénuphar pousse dans son poumon droit. C'est le début des problèmes d'argent pour Colin qui, après avoir investi une forte somme dans son mariage et dans une voiture de luxe, doit, pour la guérir, lui acheter des fleurs en grande quantité et l’envoyer à la montagne. Chloé, contrainte à ne boire que deux cuillères par jour, souffre beaucoup. Quand elle revient de la montagne, le nénuphar n’est plus là, mais elle ne peut utiliser maintenant qu'un seul poumon. Colin doit chercher un travail pour acheter des fleurs, quand Chloé tombe de nouveau malade, de l’autre poumon. Leur maison rapetisse progressivement et devient chaque jour plus triste et obscure, malgré les efforts de leur petite souris grise à moustaches noires pour nettoyer les carreaux et laisser passer les rayons de soleil.
Chick, passionné de Jean-Sol Partre, dilapide tout l'argent que lui a laissé Colin, d'abord uniquement dans des œuvres, puis en achetant tout objet ayant un rapport avec le philosophe. Utilisant l'argent uniquement pour assouvir sa passion, il n'épouse jamais Alise qui finit par tuer le philosophe avec un arrache-cœur (nom qui sera le titre du roman que Boris Vian publiera ensuite) et brûler les librairies proches de chez Chick, dans l'espoir de le sauver de son addiction devenue obsessionnelle. Pendant ce temps, n'ayant pas payé ses impôts, préférant conserver son argent pour agrandir sa collection, Chick subit un contrôle fiscal. Il est tué par les policiers alors qu'il tente de les empêcher de détruire les ouvrages du philosophe. Alise meurt peu après dans les flammes.
Lorsque Chloé est emportée par la maladie, Colin est ruiné, ayant consacré tout le reste de sa fortune dans l'espoir de la guérir. Comme il ne peut payer le prix fort, les religieux ridiculisent l'enterrement. La souris cherche à mourir entre les crocs d'un chat, car elle ne supporte plus de voir Colin si triste. Ce dernier semble se laisser mourir de tristesse.

### Personnages
Les noms de famille des personnages ne sont pas mentionnés, sauf celui d'Isis. Ils vivent avec des personnes de leur génération, dans un cercle d'amis (Nicolas, le cuisinier, deviendra ami de Colin). Seuls Alise et Nicolas font partie de la même famille.
- Colin :  le personnage principal est un jeune homme aisé dans la vingtaine, qui aime le jazz et l’amour et qui déteste la violence et le travail: "Il était presque toujours de bonne humeur, le reste du temps il dormait." . « Il avait la tête ronde, les oreilles petites, le nez droit, le teint doré ». Il désire l'amour et le trouve en la personne de Chloé, un amour fou qui lui fera perdre tout ce qu'il a de plus cher. La maladie de Chloé l'obligera à travailler pour la première fois de sa vie : son premier emploi consiste à faire pousser des fusils, le second à surveiller une réserve d'or et le dernier à annoncer les malheurs la veille de leur arrivée. C'est au cours de ce dernier qu'il apprendra la mort de Chloé.

- Chloé : elle incarne la beauté et la féminité. Elle est la femme parfaite pour Colin, jeune, jolie, douce et attirante, mais fragile. Son nom provient d’un morceau arrangé par Duke Ellington de la chanson appelée Chloe (Song of the Swamp) — soit " Chloé " — la chanson du marais ». Elle mourra d'un nénuphar dans les poumons.

- Chick : il est le meilleur ami de Colin, et passionné et fou de la philosophie de Jean-Sol Partre (Jean-Paul Sartre) même s'il ne comprend rien. C’est pour les œuvres de Partre qu’il se ruinera, et celles-ci seront sa priorité la plupart du temps. Contrairement à Colin, il doit travailler pour vivre. Il est le petit ami d’Alise, mais il lui préfère Partre. Son nom a comme celui de Chloé un rapport avec le jazz, et constitue une anecdote personnelle de Vian. Il est le double inversé de Colin.

- Alise : elle est une jeune femme sentimentale et aimable. Elle est passionnément amoureuse de Chick et pleine de compassion pour Chloé, mais se rend compte parfois que sa vie aurait été plus simple si elle avait épousé Colin. Elle souhaiterait que Chick la demande en mariage. Sa passion pour lui la poussera donc au meurtre et à sa perte.

- Nicolas : il est l'oncle d’Alise (puisque tout au long du roman cette dernière est désignée comme étant sa nièce) et le cuisinier de Colin, disciple de Jules Gouffé. Il ne fait pas partie de la même classe sociale que les autres personnages. Il est en même temps un ami fidèle de Colin. Il a un comportement libertin et ne remarquera pas l'attention d'Isis à son égard.

- Isis : elle est issue de la haute bourgeoisie et la seule à avoir une famille. Elle est amoureuse de Nicolas, même si ce dernier ne le remarque pas. Elle est la seule à posséder un patronyme : de Ponteauzanne.

- Jean-Sol Partre : il est penseur et philosophe comme son modèle. Il a écrit Le Vomi, allusion au livre de Sartre : La Nausée, ainsi qu’une célèbre étude sur les enseignes lumineuses, La Lettre et le Néon.

- Mangemanche : il est le docteur qui est incapable de guérir Chloé. Il paraîtra également dans le roman L'Automne à Pékin.

- La souris grise à moustaches noires : elle habite chez Colin. Au fur et à mesure que la maison rétrécira et deviendra de plus en plus obscure (elle s'assombrit et rétrécit en fonction des pensées et de l'humeur de Colin), elle essaiera de la rendre aussi lumineuse qu'au début de l'histoire. Mais elle échoue dans sa lutte inégale, et finit par se suicider sous les crocs d'un chat. Amie proche tant de Colin que de Chloé, leur malheur est très partagé.

Des trois couples, seul survit celui qui se contente d'une relation charnelle (à savoir Nicolas et Isis). Comme l’expose la préface, dès lors que l'on cesse de ne s'occuper que de soi, on trouve le malheur dans ses relations à l'autre.

### Thèmes
L'amour : de nombreuses formes d'amour sont présentes dans ce livre, l'amour fou entre Colin et Chloé, l'amour impossible entre Chick et Alise et l'amour physique entre Nicolas et Isis. Dans le cas de Chick et Alise et dans celui de Colin et Chloé il s'agit d'un amour malheureux ; dans l'un naît un acte désespéré et dans l'autre, la mort.
Le monde du travail : Boris Vian dénonce dans cette œuvre les conditions de travail inhumaines. Chaque personne employée est ramenée au rang d'une machine.
La musique : le jazz est omniprésent tout le long du roman. Il y a de nombreuses références aux musiciens et compositions de jazz. Par exemple, le nom de Chloé provient de l'arrangement de Duke Ellington intitulé « Chloe ». Colin est également l’inventeur d’un instrument improbable, le pianocktail, qui prépare un breuvage « ayant le goût même de la musique que l’on joue sur lui ».
La religion : Vian critique la religion à travers un mariage et un enterrement. Pendant le mariage, l'église est présentée comme avide d'argent. Le curé se réjouit de la mort du chef d'orchestre, comme il n'aura ainsi pas à payer les autres musiciens. L'enterrement est l'opposé du mariage, car Colin n'a alors plus d'argent. On jette le cercueil par la fenêtre, les deux porteurs sont sales, le conducteur chante à tue-tête, le Chuiche, le Bedon et le curé font une courte apparition sans avoir pris la peine de s'habiller correctement, lapident Colin, le cercueil est balancé dans la fosse. Le Christ, dans l'église, s'anime et demande à Colin pourquoi il n'a pas donné plus d'argent pour l'enterrement.
Le marécage : le mot « écume » dans le titre de ce roman symbolise la mousse et l'humidité dans la dernière moitié du livre, où il y a beaucoup de références au marécage. L'appartement de Colin semble se transformer en marécage (les pas de Colin font des bruits mouillés et pâteux, le parquet est froid comme un marécage, etc.). On retrouve l'ambiance humide des bayous de la Louisiane, berceau du jazz qu'aime Vian.
La maladie : Chloé est le personnage le plus affecté par la maladie, car c'est elle qui la porte. Tous les autres personnages sont aussi affectés, mais plus particulièrement Colin et Nicolas, qui vivent auprès d'elle. Le comportement de Colin change beaucoup. Il y a d'une part, son apparence négligée et d'autre part, sa perte d'envie de vivre malgré son épicurisme. Il y a aussi Nicolas, qui laisse paraître un vieillissement soudain : « Tu as vieilli de dix ans depuis huit jours. — De sept ans, rectifia Nicolas. » Il n'y a pas que les personnages qui se détérioreront, comme l'appartement de Colin et Chloé qui se rapetissera et où l'atmosphère y deviendra de plus en plus oppressante. Le thème de la maladie apparaît pour la toute première fois au XXIIe chapitre, soit à la fin de la cérémonie de mariage de Colin et Chloé. Le signe initial de la maladie est la toux subite qui surprend Chloé à sa sortie de l'église. Ensuite, lors de la nuit de noces, le second signe est la neige qui se loge directement sur sa poitrine. Cette nuit passée, Chloé porte maintenant la maladie, le nénuphar. L'eau représente un symbole important, par le biais du nénuphar : celui-ci pousse dans l'eau, il a donc besoin de l'eau pour vivre. Par conséquent, Chloé ne doit absolument pas boire d'eau, car cela permettrait au nénuphar de grandir. De plus, elle doit toujours être entourée de fleurs non aquatiques pour combattre son mal : « Il dit aussi qu'il faut tout le temps mettre des fleurs autour d'elle, ajouta Colin, pour faire peur à l'autre… ». Vian a voulu inverser la symbolique de l'eau, qui représente la vie. Pour Chloé, l'eau est synonyme de tristesse et de mort.
L'espace : l'espace est un élément malléable de l'univers dans lequel évoluent les personnages, mais il est également dépendant d'eux. Ainsi lorsque Chloé, malade, et Colin se retrouvent ensemble dans leur chambre, les coins de la chambre s'estompent, comme pour matérialiser leur sentiment d'être dans un « cocon » réconfortant.
Les agents de force : il critique les agents de force, car ils abusent de leurs pouvoirs.
La superficialité : il critique la superficialité de la société. L'amitié entre Colin et Chick peut en effet s'avérer superficielle car finalement Chick profite de Colin en lui demandant constamment de l'argent pour acheter des choses de Partre. Il se moque aussi des effets de mode, en prenant comme exemple le phénomène « Jean-Sol Partre ». Chick est un inconditionnel de sa philosophie alors même qu'il n'est pas capable de la comprendre. 

## Adaptations

### Cinéma
- L'Écume des jours en 1968 par Charles Belmont, avec Jacques Perrin, Marie-France Pisier, Sami Frey, Alexandra Stewart, Annie Buron, Bernard Fresson.
- Chloé III (Super 8 couleur / vidéo numérique) en 1998 par Nicolas Barrot
- Marie-toi (16mm N&B) en 1999 par Nicolas Barrot
- Chloé en 2001 par Gō Rijū.
- L'Écume des jours en 2013 par Michel Gondry, avec Romain Duris et Audrey Tautou dans les rôles de Colin et Chloé[15].

### Théâtre
- Le compositeur russe Edison Denisov en a tiré un opéra.
- À l'occasion des cinquante ans de la mort de Boris Vian, le roman est aussi adapté au théâtre par Béatrice de La Boulaye.
- Le roman a été adapté en spectacle en 1999, mis en scène par Nicolas Barrot (Nikko, batteur des Tétines Noires) pour le Festival International de Montpellier Danse.
- La Compagnie Charles est Stone en a fait sa propre adaptation depuis 2010.
- Sandrine Molaro et Gilles-Vincent Kapps l'ont adapté au théâtre de la Huchette à Paris.

### Musique
- Le groupe de rock progressif français Mémoriance s'en est inspiré pour un album paru en 1979.
- Le chanteur nikko (batteur du groupe Les Tétines Noires) a enregistré un album concept intitulé L'écume des jours reprenant l'histoire du roman, le nom des personnages, mais totalement réécrit en chansons, sans reprendre de phrases de Boris Vian (à part un très court passage). Album paru en 1997 sur le label Keine Kunst Only Emotion.
- Le groupe de jazz/cabaret Dazie Mae a sorti en 2015 l'album Froth on a Daydream, basé sur la traduction anglaise du roman.
- À Bouguenais, la grande salle de musique et de spectacles de la commune porte le nom de Piano'cktail.

### Bande dessinée
Le roman est adapté en bande dessinée par Jean-David Morvan et Frédérique Voulyzé (scénario) et Marion Mousse (dessin), éd. Delcourt, 2012.
Il est également adapté en manga, dessinée par Kyôko Okazaki, éd. Takarajima (Tokyo, Japon), 2003.

## Influences
L'Écume des jours est le roman favori de Lou, l'héroïne de bande dessinée créée par Julien Neel.

## Postérité
L'Écume des jours est classé à la dixième place des cent meilleurs livres du XXe siècle.